# 脇坂貞夫
脇坂 貞夫（わきざか さだお、1916年 - 1945年4月19日）は、日本のフィールドホッケー選手。

## 経歴
滋賀県出身。東京商科大学（現在の一橋大学）在学中、1936年ベルリンオリンピックでホッケー競技に出場した。ポジションは右ウイング。
1939年に大学を卒業すると、満洲中央銀行に入行。まもなく日本帝国陸軍に召集され、第16師団（京都）に配属。
1944年4月、フィリピンのサマール島ネニタ (ceb:Nenita (lungsod sa Pilipinas)) 付近で死去（当時、歩兵第9連隊所属の陸軍大尉）。脇坂は病死であったとみられ、戦後に各種組織で行われた「戦没オリンピアン」の調査では、「戦没」の定義（あるいは「戦死」「戦病死」「病死」の定義）をめぐって、脇坂の名が挙げられている場合と挙げられていない場合がある。